# Hemiceras turnina
Hemiceras turnina är en fjärilsart som beskrevs av William Schaus 1928. Hemiceras turnina ingår i släktet Hemiceras och familjen tandspinnare. Inga underarter finns listade i Catalogue of Life.